# Comuna Hulubești, Dâmbovița
Hulubești este o comună în județul Dâmbovița, Muntenia, România, formată din satele Butoiu de Jos, Butoiu de Sus, Hulubești (reședința), Măgura și Valea Dadei.

## Așezare
Comuna se află în sud-vestul județului, la 35 km de reședința Târgoviște, pe teritoriul ei intersectându-se șoselele județene DJ702A și DJ702D, care o leagă de Crângurile de Sus pe DN7 și de Dragomirești, pe DN72A.

## Demografie
Componența etnică a comunei Hulubești
     Români (89,15%)
     Alte etnii (0%)
     Necunoscută (10,85%)
Componența confesională a comunei Hulubești
     Ortodocși (87,98%)
     Alte religii (0,95%)
     Necunoscută (11,07%)
Conform recensământului efectuat în 2021, populația comunei Hulubești se ridică la 3.052 de locuitori, în scădere față de recensământul anterior din 2011, când fuseseră înregistrați 3.101 locuitori. Majoritatea locuitorilor sunt români (89,15%), iar pentru 10,85% nu se cunoaște apartenența etnică. Din punct de vedere confesional, majoritatea locuitorilor sunt ortodocși (87,98%), iar pentru 11,07% nu se cunoaște apartenența confesională.

## Politică și administrație
Comuna Hulubești este administrată de un primar și un consiliu local compus din 13 consilieri. Primarul, Ion Cursureanu[*], de la Partidul Social Democrat, este în funcție din octombrie 2020. Începând cu alegerile locale din 2024, consiliul local are următoarea componență pe partide politice:
|  | Partid                          | Consilieri | Componența Consiliului | Componența Consiliului | Componența Consiliului | Componența Consiliului | Componența Consiliului |
|  | ------------------------------- | ---------- | ---------------------- | ---------------------- | ---------------------- | ---------------------- | ---------------------- |
|  | Partidul Social Democrat        | 5          |                        |                        |                        |                        |                        |
|  | Partidul Național Liberal       | 4          |                        |                        |                        |                        |                        |
|  | Alianța pentru Unirea Românilor | 2          |                        |                        |                        |                        |                        |
|  | Alianța Dreapta Unită           | 2          |                        |                        |                        |                        |                        |

## Istoric
La sfârșitul secolului al XIX-lea, comuna făcea parte din plasa Dâmbovița-Dealul a județului Dâmbovița și era compusă din satele Hulubești, Gămești și Strâmbu, cu o populație de 1276 de locuitori. Comuna, cu un teritoriu foarte împădurit, avea o școală, trei biserici și mai multe mori de apă. La acea vreme, pe teritoriul actual al comunei, mai funcționa, în aceeași plasă, și comuna Butoiu, formată din satele Butoiu de Jos, Butoiu de Sus și Valea Dadei, cu o populație de 995 de locuitori. În comună funcționau o școală clădită de locuitori, o biserică și o mănăstire, precum și 6 mori de apă. Și această comună fiind una acoperită de păduri, locuitorii se ocupau mai mult cu lemnăria.
În 1925, cele două comune sunt consemnate în plasa Bogați a aceluiași județ, în aceleași alcătuiri respective. Comuna Hulubești avea 2675 de locuitori, în vreme ce comuna Butoiu avea 1287 de locuitori.
În 1950, cele două comune au fost incluse în raionul Găești din regiunea Argeș. La un moment dat, comuna Butoiu a fost desființată, inclusă fiind în comuna Hulubești. Reforma administrativă din 1968 a dus la rearondarea comunei Hulubești la județul Dâmbovița, reînființat.